# Metroid (saga)
Metroid (メトロイド Metoroido) és una sèrie de videojocs de ciència-ficció i d'aventures. Va ser concebuda pel dissenyador Makoto Kanoh i l'artista Hiroji Kiyotake i és produïda per Nintendo. Metroid explica les missions de la caça-recompenses Samus Aran, que protegeix la galàxia dels estralls del Pirates Espacials i els seus atacs per prendre el poder d'unes criatures fictícies anomenades Metroides. Va destacar a la seva època, ja que era un joc no-lineal i un dels primers a tenir una protagonista femenina. Metroid combina l'estil de plataformes de Super Mario Bros. i l'aspecte d'exploració de The Legend of Zelda amb una atmosfera fosca.
El 2008, la sèrie de Metroid és una de les deu sagues de videojocs que han arribat de NES a Wii. És una de les franquícies més lucrativa de Nintendo, amb més de 16 milions de jocs venuts. La Samus Aran ha aparegut en alguns altres videojocs de Nintendo, com la saga Super Smash Bros, juntament amb alguns dels personatges de Metroid com en Ridley o Mother Brain. Nintendo ha adaptat alguns jocs de Metroid al manga i s'ha arribat a pensar de fer-ne una pel·lícula.

## Elements comuns de tots els jocs
Tots els Metroid tenen elements de shooter, plataformes i aventures. La sèrie destaca per ser no-lineal i ser sempre en solitari, on el jugador només controla la Samus Aran, sense cap altre personatge amb qui interaccionar. La saga ha estat un 2D amb scroller horitzontal fins a Metroid Prime, on va canviar a primera persona, donant lloc a un element de shooter en primera persona. Durant els jocs, es poden aconseguir millores i expansions per a l'armadura cibernètica de la Samus derrotant a criatures en combats a temps real amb el canó del braç de la Samus, amb les quals pots explorar més areas. Una millora original és la Morfoesfera (Morph Ball), que permet a la Samus convertir-se en una bola que roda i col·loca bombes.
El Metroid original va ser influenciat per Super Mario Bros., qui li va donar els seus extensos mapes i l'estil de salt de plataformes; i per The Legend of Zelda, del qual en va treure l'exploració no-lineal. Metroid també va ser una de les primeres sagues que permetia l'exploració cap a dreta i esquerra (no només en una d'aquestes, com succeïa a Mario), i l'exploració d'àrees ocultes per a trobar millores. Metroid Prime 3: Corruption és el primer joc de Metroid que inclou diàlegs on la Samus parla; per la resta, la Samus és un personatge silenciòs. Als primers jocs, hi ha molt poca informació sobre la història dins del joc, però a Super Metroid es van introduir més dades amb la seva narració oberta, i a les sèries Prime es va introduir el Visor de escaneo (Scan visor) que permet extreure dades de gravats i ordinadors.
Els Metroid són populars també per la seva característica especial que consisteix en el fet que els jugadors obtenen millors finals si completen el joc en un cert temps o amb un cert nombre d'expansions.

## Personatges principals

### Protagonistes

#### Samus Aran
És l'heroïna principal, que va ser rescatada pels Chozo quan els seus pares van morir en un atac dels Pirates Espacials. Per ajudar-la a sobreviure, els Chozo li van inocular part del seu ADN, que li va donar certes habilitats físiques. També li van donar una armadura cibernètica anomenada Traje de Poder (Power Suit).

#### Federació Galáctica
És el govern de la galàxia, format per aliances d'espècies d'altres planetes. Sovint contracta la Samus per a complir missions difícils, amb l'objectiu d'erradicar els Pirates espacials. La Samus es va entrenar a l'exèrcit de la Federació abans de convertir-se en una caça-recompenses, cosa que va provocar, anys més tard, que el seu comandant, Adam Malkovich, se sacrifiques per a salvar-la durant una missió. Les seves tropes també van equipades amb una espècie d'armadura de poder, però no tant poderosa com la de la Samus.

#### Chozo
Els Chozo són uns personatges misteriosos que són anomenats durant tota la saga. Els seus orígens són desconeguts, però van colonitzar diversos planetes de la saga Metroid, però així i tot, no es poden veure vius en tota la saga; no obstant n'apareixen escultures, fantasmes o hologrames. Tenien tecnologia avançadíssima, i van canviar coneixement amb diverses races. També són els responsables dels Metroides. Als jocs japonesos, els Chozo són només anomenats chōjin-zoku (鳥人族 "raça d'ocells-humans), el nom Chozo és una versió anglesa.

### Antagonistes

#### Metroides
Són unes criatures formades per un cervell, protegit per una membrana semiesfèrica de la qual surten quatre ullals de la part de sota. Claven els ullals a les seves víctimes i els extreuen l'energia vital fins a matar-los. Aquesta energia, però, també pot ser extreta dels Metroides i abastir gairebé una ciutat d'electricitat. Els Metroides nadius de SR-388 han evolucionat en un cicle a cinc formes, però no han sortit del planeta. El Phazon va crear els Metroides cazadores, Metroides de fisión, Metroides tallonianos, Metroides tallonianos oscuros, Metroide de Phazon i per acabar Matriz Metroide.

#### Pirates Espacials
Són nòmades interestel·lars que saquegen colònies i planetes. Estan especialment interessats a poder utilitzar els Metroides com a armes, arribant fins i tot a barrejar-los amb Phazon, motiu pel qual la Federació Galàctica contracta la Samus perquè els elimini.
Inclou a en Ridley, un drac gegant al que la Samus odia perquè va matar els seus pares i familiars de la seva colònia. Quan el derrota, ha d'adoptar diferents formes mecaniques per a sobreviure. És un dels càrrecs més alts dels Pirates.
També hi ha en Kraid, un drac enorme. És possiblement un dels líders dels Pirates i l'has de derrotar en diversos jocs.
La Mother Brain és un cervell cibernètic. L'has de destruir en diversos jocs. Va ser creada pels Chozo, però va canviar al bàndol dels Pirates. És possiblement, la líder suprema dels Pirates.

#### Phazon
És un material mutagen molt radioactiu, que és l'element base de la saga Metroid Prime.Fa mutar i millorar perillosament les criatures que hi entren en contacte, tot adquirint unes característiques i habilitats especials en només un salt generacional, però a algunes altres les mata. En sorgeix la Samus Oscura. La Samus el destrueix al matar el planeta Phaaze.

## Jocs
Els onze jocs de la saga se centren en la tasca de la Samus de combatre els Pirates Espacials i les seves armes biològiques com el Phazon o els Metroides.
L'ordre de llançament dels jocs no és el mateix que el de la successió de fets en la saga. Els jocs que descrits a continuació estan ordenats en l'ordre fictici de la saga. Al costat s'hi pot veure la data real.
Metroid / Metroid: Zero Mission (1986/2004)
La Samus viatja a través de les cavernes de Zebes per a aturar els Pirates espacials i els seus experiments amb els Metroides. La seva segona versió Metroid: Zero Mission té certs extres. Després de derrotar Mother Brain, perd la seva armadura i ha d'escapar del planeta amb només una pistola d'emergència com a protecció.
Metroid Prime (2002)
Després de tres anys del succeït a Metroid, Samus reb un senyal de socors in va a Tallon IV per a veure d'on procedeix. Al descobrir una fragata pirata, aterra a Tallon IV per a investigar. Allà, decideix aturar la feina duta a terme amb el Phazon pels pirates. Descobreix que els Chozo havien viscut allà, però van desaparèixer perquè un meteorit de Phazon va impactar contra el planeta. Van tancar el Phazon al nucli del planeta amb un sistema que consistia en 12 artefactes. Quan la Samus els reuneix i hi entra, derrota al Metroid Prime, però aquest li absorbeix una part de l'armadura convertint-se en la Samus Obscura.
Metroid Prime Pinball (2005)
És una versió paral·lela del Metroid Prime, però convertida al format pinball.
Metroid Prime Hunters (2006)
Després que la Federació rebi un missatge telepàtic, envien a Samus al Sector Alímbico, per a buscar la misteriosa Fuente del Poder Eterno. Cinc caça-recompenses intercepten el missatge, i van allà per a prendre el poder abans dels altres. Però la promesa del poder no era més que una mentida enviada per la criatura Gorea, que va ser tancada pels Alímbicos en un buit entre dimensions. Després de guanyar-la, Samus i els altres caça-recompenses escapen sans i estalvis.
Metrod Prime 2: Echoes (2004)
La Samus és enviada a investigar el planeta Éter després que una esquadra de soldats hi desaparegués. Els troba assassinats per unes criatures malvades anomenades Oscuros. Aquests posseeixen formes de vida, tornant-los en una versió fosca d'ells mateixos per a lluitar amb l'altra raça d'Éter, els Luminaria. Després de conèixer l'únic Luminaria que no és mort o en cambres de congelació, descobreix que el planeta havia estat dividit en dues dimensions per un meteorit similar al de Tallon IV. La Samus acorsda recuperar l'energia d'Éter Oscuro i retornar-la a Éter , tanmateix com eliminar els Oscuros i Éter Oscuro. Pel camí troba al Metroid Prime, qui li havia copiat la forma, donant lloc a Samus Oscura.
Metroid Prime 3: Corruption (2007):
Els Pirates espacials ataquen la xarxa de comunicacions de la Federació en un gran combat escampant Phazon. Unes naus enormes de Phazon conegudes com a Leviatán corrompen planetes. La Samus ha de destruir aquests meteorits i reconectar les comunicacions de la Federació. Després d'eliminar el Phazon de diversos planetes, la Federació troba un planeta anomenat Phaaze que és el que envia els meteorits i que està compost cent per cent de Phazon. Finalment la Samus derrota el seu clon obscur i destrueix el Phazon per sempre.
Metroid II: Return of Samus (1991)
La Federació considera els Metroides massa perillosos i envia a la Samus a SR288, el seu planeta natal, a destruir-los. Després de matar les diferents mutacions de Metroid i la seva reina, troba una larva que creu que és la seva mare. Com li fa pena i a més l'ajuda a tornar a la seva nau, decideix salva-la i portar-la a l'estació espacial Ceres perquè l'estudiïn.
Super Metroid (1994)
Abans que els científics puguin investigar bé la larva, reb un senyal d'auxili del laboratori. torna a temps per a veure en Ridley fugint amb la larva. el persegueix a Zebes per aturar el pla dels pirates de clonar els Metroides i usar-los com a arma. Lluita de nou amb la Mother Brain. Quan està a punt de morir, la larva li dona tota la seva energia, després del qual mor. Destrueix la nova Mother Brain i fuig de Zebes en un terrible compte enrere. Quan fuig explota tot el planeta junt amb els últims Metroides clonats.
Metroid: Other M (previst per 2010)
És una nova versió del joc, una de les poques coses que se'n sap és que se situa entre Super Metroid i Metroid Fusion.
Metroid Fusion (2002)
Mentres la Samus fa de guardaespatlles en una investigació a SR388, és infectada per un virus anomenat X. Els metges li treuen part de la seva armadura climàtica i curen el virus amb ADN de Metroide, el depredador natural del virus X. Així pot absorbir els virus X i obtenir-ne millores. Investiga uns laboratoris quan troba el SA-X, un virus X que havia pres la seva antiga armadura. Mentre l'intenta eliminar, descobreix un laboratori de la Federació on clonen Metroids. Decebuda, decideix fer xocar l'estació espacial amb SR388 per destruir les dues amenaces definitivament. Al final ho aconsegueix i així acaba la saga Metroid.
Especial i fora de l'ordre dins de la saga: Metroid Prime Triology (2009)
És una recopilació que inclou Metroid Prime, Metroid Prime 2: Echoes i Metroid Prime 3: Corruption. Els dos primers han estat adaptats al revolucionari sistema de control de Wii.